# Ullmann Ágnes
Ullmann Ágnes (Szatmárnémeti, Románia, 1927. április 14. – Párizs, 2019. február 25.) magyar-francia biokémikus, mikrobiológus.

## Életútja
1949-ben az ELTE Természettudományi Karán szerzett vegyész diplomát. 1949 és 1960 között a budapesti Orvosi Vegytani Intézet munkatársa volt. 1960-ban Franciaországba emigrált. 1966-tól a Pasteur Institute munkatársa, 1978-tól laborvezetője volt. 1982 és 1995 között tudományos fejlesztési igazgatóként tevékenykedett. 1998-tól az MTA külső tagja volt. Kutatási területe a molekuláris biológia volt.

## Díjai
- Louis Pasteur-aranyérem (1995)
- Francia Becsületrend lovagja (1996)
- Robert Koch-aranyérem (2002)